# Susanne Moraw

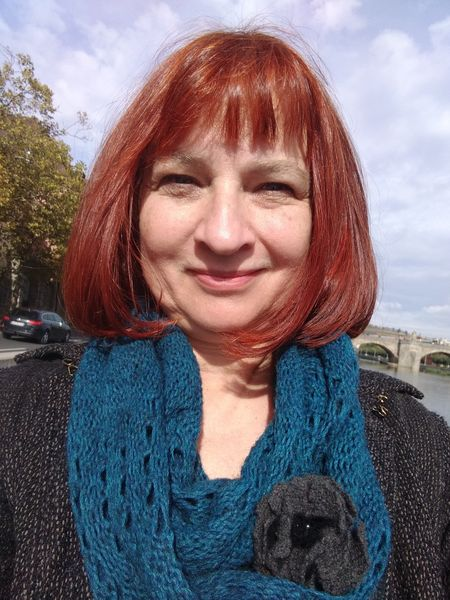
Susanne Moraw (2021)

Susanne Moraw (* 1965 in Heidelberg) ist eine deutsche Klassische Archäologin.
Susanne Moraw, Tochter des Historikers Peter Moraw, studierte von 1985 bis 1992 Klassische Archäologie, Ur- und Frühgeschichte sowie Alte Geschichte an den Universitäten Gießen und Freie Universität Berlin. Im Jahr 1995 wurde sie in Berlin mit einer Arbeit über die Mänade in der attischen Vasenmalerei des 6. und 5. Jahrhunderts v. Chr. promoviert, danach arbeitete sie bis 1996 an der Redaktion des Deutschen Archäologischen Instituts. Für ihre Dissertation bekam sie das Reisestipendium des Deutschen Archäologischen Instituts zugesprochen, mit dem sie 1996/97 den Mittelmeerraum bereisen konnte. Nach der Rückkehr war Moraw 1998 Mitarbeiterin bei der Restaurierung des Pergamonaltars in Berlin. Daran schloss sich von 1999 bis 2001 ein Volontariat an den Staatlichen Bayerischen Museen in München und am Musée de l’Ephèbe in Cap d’Agde sowie die Vorbereitung einer Ausstellung zum Theater in der Antike am Deutschen Theatermuseum in München an. 
Zu Beginn des Jahres 2002 hielt sie sich am Beazley Archive in Oxford auf, Mitte des Jahres organisierte sie die Tagung Die andere Seite der Klassik. Gewalt im 5. und 4. Jh. v. Chr. in der Kunst- und Ausstellungshalle der Bundesrepublik Deutschland in Bonn. Von 2002 bis 2006 gehörte Moraw dem Graduiertenkolleg Leitbilder der Spätantike der Universität Jena an. Bis 2015 war sie Wissenschaftliche Referentin in der Zentrale des Deutschen Archäologischen Instituts in Berlin. 2015 habilitierte sie sich an der Universität Jena mit einer Arbeit zum Thema Die Odyssee in der Spätantike. Bildliche und literarische Rezeption. Im Sommersemester 2016 war sie Vertretungsprofessorin an der Universität Münster. Von 2017 bis 2021 war sie Lehrbeauftragte / wissenschaftliche Mitarbeiterin an der Universität Leipzig. Seit dem Sommersemester 2017 ist sie als Lehrbeauftragte an der Universität Augsburg tätig. Von Oktober 2021 bis 2022 war sie dort Gastprofessorin am Jakob-Fugger-Zentrum.
Moraw ist seit 2004 im Vorstand des Vereins FemArc – Netzwerk archäologisch arbeitender Frauen, seit 2005 gibt sie die Reihe Frauen – Forschung – Archäologie mit heraus. Zuvor war sie von 1999 bis 2003 Sprecherin der Arbeitsgruppe Bild und Gesellschaft im antiken Griechenland und von 2000 bis 2003 Mitglied der Arbeitsgruppe Neue theoretische Ansätze in der Klassischen Archäologie. Ihre Forschungsschwerpunkte liegen in der Erforschung der Bilderwelt des archaischen und klassischen Griechenland, des antiken Theaters, der Spätantike, der Genderforschung sowie der Anwendung kulturwissenschaftlicher Theorien auf die Archäologie.

## Schriften
Monographien
- Die Mänade in der attischen Vasenmalerei des 6. und 5. Jahrhunderts v. Chr. von Zabern, Mainz 1998, ISBN 3-8053-2323-9.
- Die Odyssee in der Spätantike. Bildliche und literarische Rezeption (= Studies in classical archaeology. Band 7). Brepols, Turnhout 2020, ISBN 978-2-503-58379-2.

Herausgeberschaften
- mit Eckehart Nölle: Die Geburt des Theaters in der griechischen Antike (= Zaberns Bildbände zur Archäologie. Sonderbände der Antiken Welt). Verlag Philipp von Zabern, Mainz 2002, ISBN 3-8053-2909-1,
- mit Günter Fischer: Die andere Seite der Klassik. Gewalt im 5. und 4. Jahrhundert v. Chr. Steiner, Stuttgart 2005, ISBN 3-515-08450-9.
- mit Ortwin Dally und Hauke Ziemsen: Bild – Raum – Handlung. Perspektiven der Archäologie. De Gruyter, Berlin und Boston 2012, ISBN 978-3-11-026633-7.
- mit Anna Kieburg: Mädchen im Altertum = Girls in Antiquity (= Frauen, Forschung, Archäologie. Band 11). Waxmann, Münster u. a. 2014, ISBN 978-3-8309-3101-0.